# ペンギン娘
『ペンギン娘』（ペンギンむすめ、PENGUIN GIRL）は、高橋てつやのギャグ漫画。『週刊少年チャンピオン』（秋田書店刊）2006年21号から25号まで短期集中連載をしたのち、同年26号から2007年52号まで正式連載。『週刊少年チャンピオン』での連載終了後は『チャンピオンRED』（秋田書店刊）に場を移して2008年2月号より『ペンギン娘MAX』と改題し連載を再開した。2008年4月からはニコニコ動画にて『ペンギン娘♥はぁと』のタイトルでWebアニメが配信された。

## 概要
『おジャ魔女どれみ』シリーズ、『ふたりはプリキュア』シリーズなどの同人誌（主に18禁）で有名な同人サークル「モエモエカフェ」で「しっと」というペンネームで活動している作者の自身初となる商業誌連載作品（サークル初期は現在成人漫画誌で活動中のよしのと共作）。サンシャインクリエイションの表紙キャラとして生まれ、コミックとらのあなのグッズにも採用されている。当初漫画化の予定は全くなかったが、秋田書店の編集者からのオファーを受け漫画化することとなった。
作品のメインテーマは「オタク少女」であり、主人公のオタク少女・南極さくらがさまざまな騒動に周りを巻き込んでいくギャグが軸となっている。アニメやゲームなどのパロディ、オマージュが非常に多い（アニメ『ペンギン娘♥はぁと』の各話タイトルにも他のアニメ作品のパロディが見られる）。
当初は1話4ページからなるショートギャグ作品で4ページのうちの1ページが4コマ漫画2本という形式を取っており、ページ毎（4コマは1本毎）にサブタイトルが付いていた。中期からは2 - 3ページのエピソード毎にタイトルが付いていた。第20話から4コマが無くなり、全6ページのショート作品となり週刊時代後期は全8ページに増えた。『チャンピオンRED』への移籍後は週刊連載時代のショートギャグから、1話30ページ前後のストーリーギャグ作品になった。青年誌相当の性的描写が許される雑誌のため、週刊時代より乳首の露出などのお色気シーンが増えている。
単行本第1巻には未収録の話が存在する。雑誌連載では第2話だったエピソードでレギュラー化させる予定の男性キャラを登場させた話だったが、読者アンケートで最下位になりキャラごと無かったことにしようと作者が判断したためである。
『チャンピオンRED いちご』VOL.3に番外編の読み切り「ペンギン娘ちょびっとH」が掲載された。タイトル通り乳首の描写など青年向け作品レベルの性的描写があるが、特に修正もなく第3巻に収録された。

## 登場人物
「声」はアニメ版における担当声優。

### 私立北極学園関係者
南極 さくら（なんきょく さくら）
声 - 片岡あづさ
本作の主人公で、私立北極学園2年1組に転校してきた、14歳のオタク少女（作中では「Aガール」と表記）。あだ名はペンギン。世界第1位の巨大財閥「南極財閥」のお嬢様で、ヒョンなことから転校早々第69代生徒会会長となる。すべての価値観がアニメ中心であり、現在は子供向けアニメの『竹の子ちゃん』にハマッている。普段から趣味のコスプレに勤しんでおり、家ではスク水をパジャマ代わりにしている。コスプレをした状態でキャラになりきると、そのキャラそのままの能力が発揮できる特技の持ち主（『MAX』では実際にコスプレをしなくても、「なりきる」だけで身体能力は上がる）。髪の毛に守護霊のようなものが取り憑いており、本人に知られずにあらゆる危険から守っているという設定があったが、1回しかこの設定は使われていない。かなりの巨乳。頭はあまり良くないせいかほとんど漢字が読めない。寒さに異常に強く、冬でも露出度の高いコスプレを平気でする（南極（－23℃）でもヘッチャラ）。北極町で一番高いビル「南極ヒルズ」に住んでおり（ビル全体が南極家の所有物であり、南極家と使用人が住んでいる）、最上階（60階 リビングフロア）に部屋があり『竹の子ちゃん』の影響で部屋を竹林にしている。メイド萌えな面もあり、メイド喫茶「南極巡視艇」まで全国規模で営業しているオーナーでもある。
南極ヒルズと秋葉原・ラ〇オ会館の地下に、かえでに内緒で「地下鉄・南極メトロ」を開通させており、しょっちゅう秋葉原まで買い物に出かけている（かえでにバレた後、完全に撤去された）。掲載誌移籍後は、週刊少年誌では使い辛かった百合キャラであるというとらのあなオリジナルキャラ時代の設定が復活し、鯨に猛烈な恋愛感情を抱いている。
択捉 鯨（えとろふ くじら）
声 - 伊瀬茉莉也
さくらと同じクラスの同級生。第69代生徒会副会長。髪の色はピンク色。かなり気が強く「漢」同然の性格をしている。オタクは苦手だったが、「竹の子ちゃん」に似ているという理由でさくらに懐かれ、さくらに振り回されることとなる。運動神経は抜群だが料理は殺人級に下手。家は空手道場で、自家に伝わる空手流派・択捉流の使い手。そのため、父親に「跡取り息子」として育てられている。子どもの頃は自らを男と思い込んで行動していたため、それゆえのトラブルが今になって跳ね返ることがある（幼少時は一人称が僕）。実はお化けが大の苦手で、お化けを見ると錯乱して辺り構わず拳で殴る。得意技は択捉ホエール拳。掲載誌が変わり『MAX』に改題した後は、一方的に恋愛感情を持っているさくらにいつもあの手この手でアタックされるが、鯨本人にはまったく百合っ気はなく、さくらを「変態女」と称してキツいツッコミを入れることが多い。過去に2回男性に恋したが、無惨な形で玉砕している。
栗尾 ねね（くりお ねね）
声 - 南條愛乃
さくらと鯨の同級生。やや天然気味ではあるもののいたって普通の少女。おばあちゃんの知恵袋的な知識が豊富で、性格も穏やかであるため他のキャラから「おばあちゃん」と懐かれてしまうこともある。口癖は「あらあら」。栗尾家に代々伝わる護神術・栗尾神道流の使い手でもあり、瞬間移動のように無音で相手の背後に近づいたり相手の動きをたやすく見切ったりと実は鯨より強いが、持久力（スタミナ）がなくバテやすい。いつも髪に挿している簪は「護神簪」・「疾風簪」として鉄をも切り裂く武器にもなり、多少ながら結界や封印程度の神力も扱える。家は神社で「栗音禰ノ命（クリオネノミコト）」なる神様を祀っており、巫女も務めている。
シャー・チー
声 - 野川さくら
中国からの留学生で鯨の幼馴染かつ格闘家としてのライバル。中国拳法の一流派・鯱極拳の使い手で、主に脚技を使うため動きやすいように、普段はパンツが見えるくらい足丈の短いチャイナドレスを着ており、「打倒鯨」を掲げて来日する。語尾を「チ」と発音するクセがある。未だに鯨を男だと思っているようで、彼女に勝ったらお嫁さんにしてくれるという約束を信じている。また思い込みが激しく人の話も全く聞かないため、鯨が必死に自分が女性であることを主張しようとしても冗談と思って信じていない。さくらがそれを援護しようとしたら、鯨を巡る恋敵と勘違いされてしまった。来日後は、メイドカフェ「南極巡視艇」などでアルバイトをしながら生活している。鯨からは「シャッちゃん」と呼ばれている。アニメ版では生徒会に関係ないのに会議に顔を出すなど、原作より出番が多い。

### 南極財閥関係者
セバスチャン
声 - 石井康嗣
南極家の執事長で、次期当主であるさくらの日常の護衛も勤める。年齢は不明だが、不自然なほどの筋骨隆々な肉体で超人的な体力の持ち主。さくらに影響されたのかどうかは不明だが、コスプレが趣味。さくらの影武者もこなし、替え玉試験なども務めるが服装や髪型以外は全く似ていないためすぐに見分けられる。さくらのアニメ嗜好を熟知しているようで、余計な気配りをすることもある。鯨からは「変態執事」呼ばわりされている。かえでの執事も兼任しており、かえでに命令されてさくらの行動を咎めたりすることもある。
南極 楓（なんきょく かえで）
声 - 日高里菜
さくらの妹。年齢は8歳で北極小学校の3年生。姉とは正反対のしっかりした性格。さくらがアニメにドップリと浸かって、だらけきった生活を送ったり問題を起こしたりすると「説教部屋」行きを仄めかして彼女を震え上がらせる。姉のオタク趣味には否定的できつく当たることが多いが、本心では姉のことが大好きで、普段は姉にアニメグッズの処分をしきりに迫っているが、「竹の子ちゃん」のレアアイテムをそっとプレゼントするなど姉想いな一面も持っている。
南極 鯛助（なんきょく たいすけ）
さくら・楓の父親で、南極財閥現当主（3代目）。毎日世界各地を飛び回っており、滅多なことがない限り逢うことがない。
南極 太郎（なんきょく たろう）
さくら・楓の叔父で、私立北極学園理事長。マリーの計略を見抜けず、1度は白熊学園に北極学園を乗っ取られてしまうものの北極町の壊滅とホワイトベア財閥破産にともない、再び新築された北極学園の理事長に就任した。
田中さん
さくらの「アニメ永久保存部屋」の管理人であり、現在数億本のVHSコレクションをDVDに変換する作業をひたすらしている。さくらが秘密裏に雇った人で、さくらとセバスチャンしか存在を知らない。

### ホワイトベア財閥関係者
マリー・チュパカブラ・W・ホワイトベア
声 - 門脇舞以
代々南極家を目のカタキにしている世界第2位の巨大財閥「ホワイトベア財閥」の跡継ぎでアメリカ人のスーパーセレブでドSなお嬢様。通称はクマさんで鯨曰く「白髪女」。元・白熊学院2年1組在住で、現・北極学園2年1組在住。南極家の高層ビルの隣に、さらに高い摩天楼「ホワイトベア・タワー」を建てて引っ越してきた。学力は優秀だが、日本の文学「古文」だけは理解できないでいる。さくらとはもっぱら相撲で戦う。腕力があり、相手を締め上げる「ベアハック」でさくらを圧倒するも結局は敗北する。そのバトルの際に全壊した町の莫大な損害賠償でホワイトベア財閥が破産したため、その後はホワイトナイツ四天王と共に極貧生活を送っており、現在鰈と共に「南極巡視艇」でアルバイトしている。
メアリ・チュパカブラ・W・ホワイトベア
声 - 塩野アンリ
ホワイトナイツ四天王の1人。二つ名は捕食（ハンティング）のメアリ。マリーの妹で、姉のマリーを敬愛している。姉同様ドSな性格で、レイピアを使って相手を切り刻むのを喜びとする。
アニメ版では北極学園に転入後フェンシング部に入部、美貌とフェンシングの強さに女子生徒達に人気がある。
児魂 清海（こだま きよみ）
声 - 明坂聡美
ホワイトナイツ四天王の1人。二つ名は知皇（ブレーン）の児魂。元・白熊学院クイズ研究会々長であり、クイズデスマッチで敵を翻弄する。巨乳で好きなタイプは「豊臣秀吉みたいなタイプ」（アニメ内のクイズでは誤って「大閣」のテロップが流された）。
アニメ版では北極学園に転入後は「北極学園クイズ研究会」を創り、会長兼司会者を務め、バニーガール姿で司会をする。
伊集院 鰈（いじゅういん かれい）
声 - 鈴木裕斗
ホワイトナイツ四天王の1人。二つ名は麗恋（ラブ）の伊集院。元・白熊学院美術部々長であり、ナルシストでパンチラマニア。整った顔立ちをしており一見すると美少女のように見えるが、実はメンズ（男）だった。ホワイトベア財閥破産後は、極貧生活を送っているマリーのためにそして一緒に働くことを機に寵愛を受けようとアルバイトに誘い、共に働いている。
男であることはマリーにのみ秘密にしている。伊集院鰈という名前も偽名であり四天王のうちの他の3人のみ本名を知っている。
アニメ版では北極学園に転入後はチアリーディング部に入部、生徒達は鰈が男だとまだ知らないのか、男子生徒達に人気がある。
頬城 鮪（ほおじろ まぐろ）
声 - 鈴木真仁
ホワイトナイツ四天王の1人でマリーの世話係兼ボディーガードを務めるメイド。二つ名は金剛（ダイヤモンド）の鮪。メイド服に眼帯のムッツリ女だが、喋らないのは口下手だかららしい。メールでは饒舌かつ気安い口調で語りかける。肉眼で確認できない程の高速でメールを打ち、感情の表現を「大トロ」・「中トロ」で表す。鯨に匹敵するほどの怪力で、勝負方法は腕相撲。アニメ第5話より、本名が判明した。
アニメ版では北極学園に転入後は料理研究会に入部、日頃から炊事をしているため、他の生徒に料理を教えている。
頬城 咲（ほおじろ さき）
声 - ミルノ純
鮪の妹。13歳。姉同様の無口で、容姿が『涼宮ハルヒシリーズ』に登場する同じく無口なキャラクター「長門有希」に似ている（ただし貧乳ではない）鮪からは過保護に扱われ、さくらからも非常に気に入られており本人もアニメオタクでさくらに憧れている。さくら曰く「宇宙（ギャラクシー）萌え」。

### 黒薔薇コミュニケーションズ関係者
マリアナ
声 - 本多知恵子
黒薔薇コミュニケーションズ社長。性格はドSで、武器は棘付の鞭。
後に、さくらとかえでの母であることが判明（付け黒子を付けて変装していたため、さくらに気付かれなかった）。さくらに負けず劣らずの巨乳とアホ毛で、さくら曰く「超教育ママ」。さくらが次期当主としての実力があるかを試す「だけ」のために黒薔薇コミュニケーションズを設立、たった5年で世界的大企業にまで大きくさせるなど実業家としての才能が思いっきりある。さくらを溺愛しているが、あまりにも次期当主としての実力がなかったのでブチ殺して産み直そうかと思ったが鯨などの友情に免じてとりあえず合格にした。
序盤ではさくらや楓と同居しておりうっかりさんだったらしく、さくらの弁当箱を金庫と間違えて貯金通帳と印鑑を入れていた（第1巻・第11話参照）。
リーフ
声 - 秋谷智子
黒薔薇コミュニケーションズ社員（ヒラ）。13歳。
ドジで気が弱く、まったく会社の役に立っていない。アクア曰く「万年ヒラ忍」で、失敗してはアクアにお尻をはたかれる。
アクア
声 - 宍戸留美
黒薔薇コミュニケーションズ課長。14歳。
社長のマリアナからの命令により、マリーを拉致した。
我流"黒薔薇流"忍術を使うくノ一で、その時は「阿空亜」（アクア）と名乗る。名刺を手裏剣代わりにして攻撃する。自称「イケ忍」（「イケてる忍者」の略）で忍カラスのカンスケを諜報役として手なずけている。
さくらの試験の後にマリアナのはからいでリーフと共に北極学園へ編入するが孤児だった自分とリーフを拾ってくれた社長を「母親」（ママン）として敬愛し、社長のために最強のくノ一を目指している。さくらの事を「ペン仔ちゃん」と呼ぶ。

### 北極町マフィア関係者
シーラ・K・ンス（シーラ・ケー・ンス）
『ペンギン娘MAX』第1話から登場。北極町を縄張りにしている組織「北極町マフィア」のボスで、胸元が大きく開いたコスチュームを着て眼鏡をかけたグラマーな女性。ボスとはいっても実際は中間管理職で、部下のいない状態でひとりで動くこともある。マフィアの大ボスである謎の人物「ブラックタイガー」の命令で動く。
資金難で傾いた北極町マフィアを立て直すため南極財閥から身代金を奪う目的でさくらやかえでを拉致、誘拐して人質にしようと何度か企むがことごとく失敗している。アジトの家賃が滞納気味で、凄まじい極貧生活を強いられている。
悪事に走るわりには根からの悪人でもなく、人質にしたかえでを傷つけないよう心配したり小犬をかわいがったり、ねねの優しさに心を動かしたりする。
普段着はジャージ。
ブラックタイガー
北極町マフィアの大ボス。部下のシーラに携帯電話で命令を出してさくらを狙わせる。
作中では携帯電話の画面に映るシルエットとシーラに命令する声だけしか出ておらず、性別、年齢を含めた素性はすべて不明。会話をする際、語尾を伸ばして話す癖がある。

### その他
イルカ様（イルカさま）
声 - 戸松遥
栗尾神社に祀られていた水神。見た目は幼い女の子。好物は最中で、現在は南極家特注の最高級最中が大好物。さくらを「えっちにんげん」と呼んでいる。
水神としての力は強く、人間を魚に変身させたり大洪水を起こすことが出来る。完全に怒らせると猫目に黒髪の「黒イルカ様」となって水竜を召喚し、怒りを鎮めない限り破壊の限りを尽くす。
さくら達と仲直りした後は「人間と分かり合う事も必要じゃ」と、そして1人でも多くの友達をつくるためにかえでと共に北極小学校へ通う事になった。しかし人見知りが激しい性格な為に片時もかえでの傍を離れずに居て、すっかりかえでが保護者になっている。
エチゼン
大昔からイルカ様に仕える「神クラゲ」で性格はスケベ。主にイルカ様を護るのが使命だったがわがままばかり言うイルカ様に「クソガキ」というほどに忠誠心は全く無く、逆に鯨の男気に惚れ込み「姐さん」と慕いひとつ説教してもらおうと「攻水の術」のかかった御札を渡すなど、鯨に忠誠を誓った。
水のある所でないと活動できない。
根鯖 真（こんさば まこと）
声 - 中村太亮
さくら達のクラスのメガネ男子で真面目な性格で生徒会長になるのが夢であり生徒会長選挙に立候補したが即落選、その後ホワイトベアの学園騒動の際はクラスの代表として頑として断ったがホワイトベアが「生徒会長にしてやる（ただし5分間だけ）」の一言で即寝返った。そして5分間の任期を終えただの生徒に戻り大後悔した。
海老先生
声 - 並木のり子
アニメ版のみ登場。さくら達のクラスの担任女教師で、伊勢海老のように赤い髪色にエビテールと触覚のような2本のアホ毛が特徴。HRくらいしか出番がなく、毎回さくら達に振り回されている。
鯨の父
声 - 松山タカシ
鯨の父親で択捉空手道場の師範。鯨を「男」として育て、幼少の頃からダムへ叩き落したり、熊と闘わせようとしたりして厳しく育てていた。鯨が学校から帰ってくる時に顔面への突き蹴り「御加恵梨脚（お帰りキック）」で不意打ちさながらに出迎え、「御死男鬼打」（おしおきだ）等の親子喧嘩な組み手をする。
サバ子
原作のみ登場。私立北極学園生徒会で書記を務める。南極・択捉政権の実質的な舵取り役のようで、生徒会の会合では司会を担当している（アニメ版では鯨が司会）。生徒会の運営におよそ不向きな正副会長を相手に苦労しており、2人が話を聞かない時には黒板にナイフを投げて突き立てていた。
本山"KIT"海苔文（もとやま きっと のりふみ）
さくら達のクラスメイトで、非のうちどころの無い体育会系イケメン。さくらに告白するが、アニメなどに全く興味がなかったためあっけなく振られる。
単行本では未収録になり無かったことにされた、雑誌連載で第2話にあたる回のみに登場したキャラ。単行本第2巻巻末に、彼を登場させたことにより読者アンケートの結果が最下位となって（前述のとおりこのキャラだけが原因とは考えにくい）、その後なるべく男性キャラを出さないことに決まったと描かれている。

## 用語
北極町
本遍の舞台となっている町で主にさくら達が通う「北極学園」、町で一番高い建築物（高さ363m）でさくら・かえでの実家「南極ヒルズ」、鯨の実家で空手道場の「択捉空手道場」、ねねとイルカ様の実家で神社の「栗尾神社」、さくらがオーナーで美女揃いで有名な（シャーとマリー&鰈も入れ替わりでバイトをしている）メイドカフェ「南極巡視艇 北極町支店」等がある。
一時はさくらとマリーの相撲対決で町は壊滅したが、両財閥の手により新たに修復された。イルカ様が怒ったあまり町は一時水没もしたが、仲直りした後に神力により元通りに修復された。
北極学園（南極学園）
さくら達が通う私立中学校。南極財閥が学校経営に深く関係していることからかなり裕福で豪華な施設がある以外は普通の中学校である。制服のデザインは女子が基本はセーラー服であるが、スカートは極端に短いチェック柄のプリーツスカートで、左サイドに深いスリットがあり、ペティコートのような裾が常時露出しているという一風変わったもの。男子はごく一般的な詰襟。ただし例外としてマリー、児魂清海は旧白熊学院のブレザータイプの制服（ボロボロ状態のもの）を合併後もそのまま着用している。北極小学校という姉妹校があり、かえで、イルカ様が通っている。北極小学校の制服は北極学園に比べるとかなりオーソドックスなセーラー服。さくらは理事長の親戚であるにも関わらず、なぜか2年生まで別の中学校に通っていたらしい。
南極財閥
さくら・かえで・鯛助・マリアナたち南極家の商事・金融業を主とする財閥で、世界第1位の巨大財閥。元々はさくらの曽祖父に当たる南極海老之助が「南極商会」を興した事が始まりである。資産は底なしな程にあり、北極町が壊滅した時に支払った賠償金（100億兆円の半額の50億兆円）を支払っても全く影響がない程。北極学園もさくらの叔父である南極太郎が理事長を務めており、さくらも国内で有名なメイドカフェ「南極巡視艇」のオーナーである。母親のマリアナもさくらとかえでに内緒で「（株）黒薔薇コミュニケーションズ」を立ち上げ、5年で急成長させている。南極など世界各地に別荘がある。代々長男・長女が財閥の当主になるしきたりであり、現在は父親の鯛助が当主（3代目）でさくらが次期当主（4代目）になる予定である。
竹の子ちゃん
声 - 中村知世
さくらがハマっている子供向けアニメで、主に日曜日の8:30 - 9:00放送。現在5人グループの『YES! 竹の子5ちゃんGOGO』が放送中。
光の竹やぶの竹から生まれた少女が変身して、悪の「バンブーブレード」から光の竹やぶを守るために闘うというストーリーで、手段を選ばずど汚い手で敵を血祭りにあげて竹やぶの肥料にしている。時々光の国政府からの謝礼金目的で慈善活動もしている。
EDではおじいさんに竹の子ごはんにされて食べられるが、その度に毎回新しく生えて生まれ変わるらしい。

## Webアニメ
ニコニコ動画のサービスであるニコニコアニメチャンネルにて2008年4月19日正午より第1話を配信を開始。以後毎週土曜日正午に1話ずつ配信される。全22話。11月25日に配信終了（11話ずつで第一部、第二部と分けられ、第11話から12話まで間を空けている）。監督はまついひとゆき、アニメーション制作はピクチャーマジックである。ドワンゴニコニコ事業部の中澤友作は、ニコニコ動画内におけるMADムービーや二次創作は他者の著作権を侵害しなければ歓迎すると述べており、アニメ公式サイトでは視聴者によるオリジナルオープニング動画を募集するとの告知がなされている。12話からエンディングと次回予告の合間に本作の関連グッズなどのCMが挿入される。CMに出演している「みほちゃん先生」とは、ニコニコ動画の実在の女性広報スタッフをキャラクター化したもので、本作と直接の関連性はない。DVD3巻にてドラマCD「はぁと23『イルカ注意報』」が特典として収録された。

### スタッフ
- 監督 - まついひとゆき
- キャラクターデザイン - 水上ろんど
- 総作画監督 - 岩崎たいすけ、植田和幸
- 美術監督 - 高橋麻穂
- 色彩設計 - のぼりはるこ
- 撮影監督 - 桑良人
- 編集 - 松原理恵
- 音楽 - CAS
- 音響監督 - 岩浪美和
- プロデューサー - 木宇部律久、中西孝、小坂竜司
- アニメーションプロデューサー - 植田もとき、澤口幸一
- アソシエイトプロデューサー - 川嶋一美、大沢淳子、内田浩之
- 制作 - NAS
- アニメーション制作 - PictureMagic
- 製作 - 南極財閥（ドワンゴ、日本アドシステムズ、グッドスマイルカンパニー、文化放送）

### 主題歌
オープニングテーマ「恋愛自由少女♀」
作詞 - 夕野ヨシミ / 作曲 - 神前暁 / 歌 - PNGN6（南極さくら〈片岡あづさ〉・択捉鯨〈伊瀬茉莉也〉・栗尾ねね〈南條愛乃〉・シャー・チー〈野川さくら〉・南極かえで〈日高里菜〉・マリー・チュパカブラ・W・ホワイトベア〈門脇舞以〉）
第一部エンディングテーマ「揺れてはじけてあふれちゃう☆魅惑のペンギン娘」
作詞 - 夕野ヨシミ / 作曲 - ARM / 歌 - PNGN4（南極さくら〈片岡あづさ〉・択捉鯨〈伊瀬茉莉也〉・栗尾ねね〈南條愛乃〉・南極かえで〈日高里菜〉）
第二部エンディングテーマ「ゆらゆら＋ゆりゆら＋ななななー」
作詞・作曲 - 夕野ヨシミ / 編曲 - ARM / 歌 - PNGN3（南極さくら〈片岡あづさ〉・択捉鯨〈伊瀬茉莉也〉・栗尾ねね〈南條愛乃〉）

### 各話リスト
| 話数                | サブタイトル                                                           | 脚本         | 絵コンテ       | 演出           | 作画監督          | 配信日                          |
| アニメ第一部        | アニメ第一部                                                           | アニメ第一部 | アニメ第一部   | アニメ第一部   | アニメ第一部      | アニメ第一部                    |
| ------------------- | ---------------------------------------------------------------------- | ------------ | -------------- | -------------- | ----------------- | ------------------------------- |
| はぁと01            | ペンギン、襲来                                                         | 樋口達人     | まついひとゆき | まついひとゆき | 河合淳            | 4月19日                         |
| はぁと02            | 逆襲のシャー                                                           | 樋口達人     | まついひとゆき | まついひとゆき | 後藤玉次          | 4月26日                         |
| はぁと03            | 妹は小学3年生                                                          | 佐藤和治     | まついひとゆき | 神原敏昭       | 三浦ひろゆき      | 5月3日                          |
| はぁと04            | めぐりあい夜空（そら）の下                                             | 佐藤和治     | 影山楙倫       | 神原敏昭       | 永野孝明          | 5月10日                         |
| はぁと05            | マリー様がみてる                                                       | 佐藤和治     | 楠本久作       | 神原敏昭       | 千葉茂            | 5月17日                         |
| はぁと06            | これがワタチーのご主人様!                                              | 樋口達人     | 影山楙倫       | 笠井信児       | 武藤和浩          | 5月24日                         |
| はぁと07            | みんな好きの巫女                                                       | 樋口達人     | 影山楙倫       | 笠井信児       | 武藤和浩          | 5月31日                         |
| はぁと08            | ねらわれちゃった学園                                                   | 樋口達人     | 影山楙倫       | 笠井信児       | 武藤和浩          | 6月7日                          |
| はぁと09            | 四暴遊戯                                                               | 佐藤和治     | 綿田慎也       | 綿田慎也       | 山田太郎          | 6月14日                         |
| はぁと10            | 死闘、ホワイトナイツ!                                                  | 佐藤和治     | 綿田慎也       | 綿田慎也       | 山田太郎 高橋敦子 | 6月21日                         |
| はぁと11            | 伝説巨人ラブ、発動編                                                   | 佐藤和治     | 綿田慎也       | 綿田慎也       | 高橋敦子          | 6月28日                         |
| （祭）              |                                                                        |              |                |                |                   |                                 |
| -                   | ペンギン娘はぁと(祭) 公開コメント収録 練習編                           | -            | -              | -              | -                 | 7月5日                          |
| -                   | ペンギン娘はぁと(祭) 公開コメント収録 本番編                           | -            | -              | -              | -                 | 7月12日                         |
| -                   | ペンギン娘はぁと(祭) 忙しい人のための「ペンギン娘♥はぁと」自重編       | -            | -              | -              | -                 | 7月19日                         |
| -                   | ペンギン娘はぁと(祭) 忙しい人のための「ペンギン娘♥はぁと」運営の本気編 | -            | -              | -              | -                 | 7月26日                         |
| -                   | ペンギン娘はぁと(祭) 祝・DVD発売 運営は病気編                          | -            | -              | -              | -                 | 8月2日                          |
| -                   | ペンギン娘はぁと(祭) 祝・テレビ放送 祭晒し編 -前編・後編-              | -            | -              | -              | -                 | 8月9日                          |
| -                   | ペンギン娘はぁと(祭) ai sp@ceにペンギン娘はぁと降臨編                  | -            | -              | -              | -                 | 8月16日                         |
| -                   | 【踊ってみた】ねんどろいどでペンギン降臨編 (1)                         | -            | -              | -              | -                 | 8月23日                         |
| -                   | 【踊ってみた】ねんどろいどでペンギン降臨編 (2)                         | -            | -              | -              | -                 | 8月30日                         |
| アニメ第二部        |                                                                        |              |                |                |                   |                                 |
| はぁと12            | 貧乏姉妹達物語                                                         | 樋口達人     | 影山楙倫       | 三宅雄一郎     | 清水勝祐          | 9月6日                          |
| はぁと13            | バドミントンの王女様                                                   | 樋口達人     | 影山楙倫       | 三宅雄一郎     | 河合淳 清水勝祐   | 9月13日                         |
| はぁと14            | 銀河萌萌伝説                                                           | 樋口達人     | 影山楙倫       | 三宅雄一郎     | 河合淳            | 9月20日                         |
| はぁと15            | バック・トゥ・ザ・6年前                                                | 佐藤和治     | 山本三輪子     | 白石道太       | 秋田英人          | 9月27日                         |
| はぁと16            | 時をかけちゃった少女                                                   | 佐藤和治     | 山本三輪子     | 白石道太       | 千葉茂            | 10月4日                         |
| はぁと17            | 薔薇の使い魔                                                           | 樋口達人     | 影山楙倫       | 岡嶋国敏       | 武藤和浩          | 10月11日                        |
| はぁと18            | 鰈なる一撃                                                             | 樋口達人     | 影山楙倫       | 岡嶋国敏       | 青木真理子        | 10月18日                        |
| はぁと19            | 舞え、乙女                                                             | 樋口達人     | 影山楙倫       | 岡嶋国敏       | 武藤和浩          | 10月25日                        |
| はぁと20            | さくら大変!?                                                           | 佐藤和治     | まついひとゆき | まついひとゆき | 岩崎たいすけ      | 11月1日                         |
| はぁと21            | さくらと鯨、ふたりはマジピュア                                         | 佐藤和治     | まついひとゆき | まついひとゆき | 植田和幸          | 11月8日                         |
| はぁと22 （最終話） | 世界の中心で愛を叫んで、脱出                                           | 佐藤和治     | まついひとゆき | まついひとゆき | 水上ろんど        | 11月15日 （先行生放送11月14日） |

### 放送局
| 放送地域 | 放送局                   | 放送期間           | 放送日時         | 放送系列   | 備考   |
| -------- | ------------------------ | ------------------ | ---------------- | ---------- | ------ |
| 日本全域 | ニコニコアニメチャンネル | 4月19日 - 11月25日 | 土曜 12:00 配信  | ネット配信 |        |
| 神奈川県 | tvk                      | 2008年8月1日       | 金曜 0:45 - 1:15 | 独立UHF局  | [ 11 ] |

### CD
- 恋愛自由少女♀（2008年6月25日、BMCS-0001）
  - 歌：PNGN6（南極さくら〈片岡あづさ〉、択捉鯨〈伊瀬茉莉也〉、栗尾ねね〈南條愛乃〉、シャー・チー〈野川さくら〉、南極かえで〈日高里菜〉、マリー・チュパカブラ・W・ホワイトベア〈門脇舞以〉）
    1. 恋愛自由少女♀
    2. 恋愛自由少女♀ 忙しい人「わかいからだ」「たまたま」ミックス
    3. 恋愛自由少女♀ 「これみよがしな」1.4倍速ミックス
    4. 恋愛自由少女♀ ショートVER
    5. 恋愛自由少女♀ instrumental.
- 揺れてはじけてあふれちゃう☆魅惑のペンギン娘（2008年7月30日、BMCS-0002）
  - 歌：PNGN4（南極さくら〈片岡あづさ〉、択捉鯨〈伊瀬茉莉也〉、栗尾ねね〈南條愛乃〉、南極かえで〈日高里菜〉）
    1. 揺れてはじけてあふれちゃう☆魅惑のペンギン娘
    2. 揺れてはじけてあふれちゃう☆魅惑のペンギン娘 忙しい人もときめこうよミックス
    3. 揺れてはじけてあふれちゃう☆魅惑のペンギン娘 1.55倍速electroclash.
    4. 揺れてはじけてあふれちゃう☆魅惑のペンギン娘 shortver.
    5. 揺れてはじけてひらいちゃう☆秘密のペンギン娘
      - 歌：あゆ

    6. 揺れてはじけてあふれちゃう☆魅惑のペンギン娘 2525 ver.

  1. 揺れてはじけてあふれちゃう☆魅惑のペンギン娘 instrumental.
  2. 揺れてはじけてひらいちゃう☆秘密のペンギン娘 instrumental.
- ゆらゆら＋ゆりゆら＋ななななー（2008年10月29日、BMCS-0004）
  - 歌：PNGN3（南極さくら〈片岡あづさ〉、択捉鯨〈伊瀬茉莉也〉、栗尾ねね〈南條愛乃〉）
    1. ゆらゆら+ゆりゆら+ななななー
    2. ゆらゆら+ゆりゆら+ななななー 忙しくっても遊べばいいよミックス
    3. ゆらゆら+ゆりゆら+ななななー 1.75 Go!Go!Go! Velocity Mix
    4. ちゃっかり+ちょっくり+ななななー
      - 歌：ayumikos

    5. ゆらゆら+ゆりゆら+ななななー shortver.
    6. ゆらゆら+ゆりゆら+ななななー instrumental.
    7. ちゃっかり+ちょっくり+ななななー instrumental.

## Webラジオ
『ペンギン娘らじぉ』は、ニコニコアニメチャンネル内にて、2008年7月4日からストリーミング配信されているWebアニメ「ペンギン娘♥はぁと」関連のインターネットラジオ番組。同年12月19日、全13回の更新をもって終了。
番組概要
隔週金曜日、午後7時頃更新。番組時間は約20分間。
パーソナリティは、「ペンギン娘♥はぁと」でメインキャラを演じている、声優の片岡あづさ、伊瀬茉莉也、南條愛乃の3人。
ラジオ番組と呼称しているが、収録の模様が動画によって観られるようになっており、実質的にはテレビ番組のようになっている。
準レギュラー的地位として、ニコニコアニメチャンネル広報担当の「みほちゃん先生」、スケキヨなどの被り物をする人物などが登場している。
携帯サイトアニメロミックス、アニメロ★うた内にある番組特設ページで、番組内でパーソナリティが発っした言葉が着ボイスとして配信されている。また、毎回パーソナリティの3人が書いたサイン色紙が特設ページで抽選でプレゼントされている。
2008年10月26日には、秋葉原エンタまつり2008にて公開収録イベントが行われた。
第13回目の最終回はApartとBpartの二つに別れて、合計約30分間の内容になっている。
コーナー
ニコニコ勉強会!
ニコニコ動画に関する単語や操作、機能について、実際にパソコンを使って操作しながら学習するコーナー。ニコニコ動画にコメントを書く方法や、コメント機能を用いてアスキーアートをニコニコ動画の画面上に書くいわゆる「職人」と呼ばれる人などについて紹介。
オ ススメ動画を見ちゃおうのコーナー!
その名の通り、ニコニコ動画内のおすすめ動画を見るコーナー。
おすすめ動画は一般的なラジオ番組と同様番組専用のメールで募集。それに加え、ニコニコ動画で配信していることを利用して当番組の動画のコメント欄でも募集。
萌えぎり
シチュエーションのお題に対して、パーソナリティー3人が萌える台詞で解答する大喜利コーナー。解答する順番はくじ引きで決める。3人の解答を聞いて、どれだけ萌えたかをニコニコ動画のコメント機能を使って、リスナーに判定してもらう。お題はリスナーから募集。
記憶だけで書いてみた!
対象のお題を記憶だけを参照に紙に絵として書き上げるコーナー。3人が書いた絵を比較して一番良いと思う絵はどれか、ニコニコ動画のコメント機能を使って、リスナーに判定してもらう。描く時間には制限がある。みほちゃん先生が書いた絵も判定には関係ないが披露される。お題はリスナーから募集。
メール紹介
リスナーから届いたメールを紹介するコーナー。
テーマ写メでアイキャッチ
コーナー間に入るアイキャッチの部分で、パーソナリティ3人が撮って来た写真を紹介している。毎回テーマがあり、そのテーマ内容にそった写真が掲載されている。
ゲスト
- 第3回、日高里菜
- 第8回、門脇舞以
- 第12回、高橋てつや（ペンギン娘原作者）

## 単行本
ペンギン娘
1. 2007年2月8日発売、ISBN 978-4-253-20941-0
2. 2007年8月8日発売、ISBN 978-4-253-20942-7
3. 2008年2月8日発売、ISBN 978-4-253-20943-4

ペンギン娘MAX
1. 2008年8月20日発売、ISBN 978-4-253-23253-1
2. 2009年2月20日発売、ISBN 978-4-253-23254-8
3. 2009年8月20日発売、ISBN 978-4-253-23255-5
4. 2010年3月19日発売、ISBN 978-4-253-23256-2